# Kępkowiec torfowiskowy

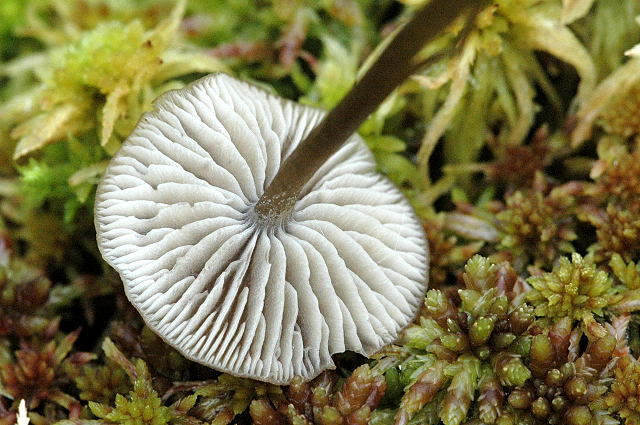

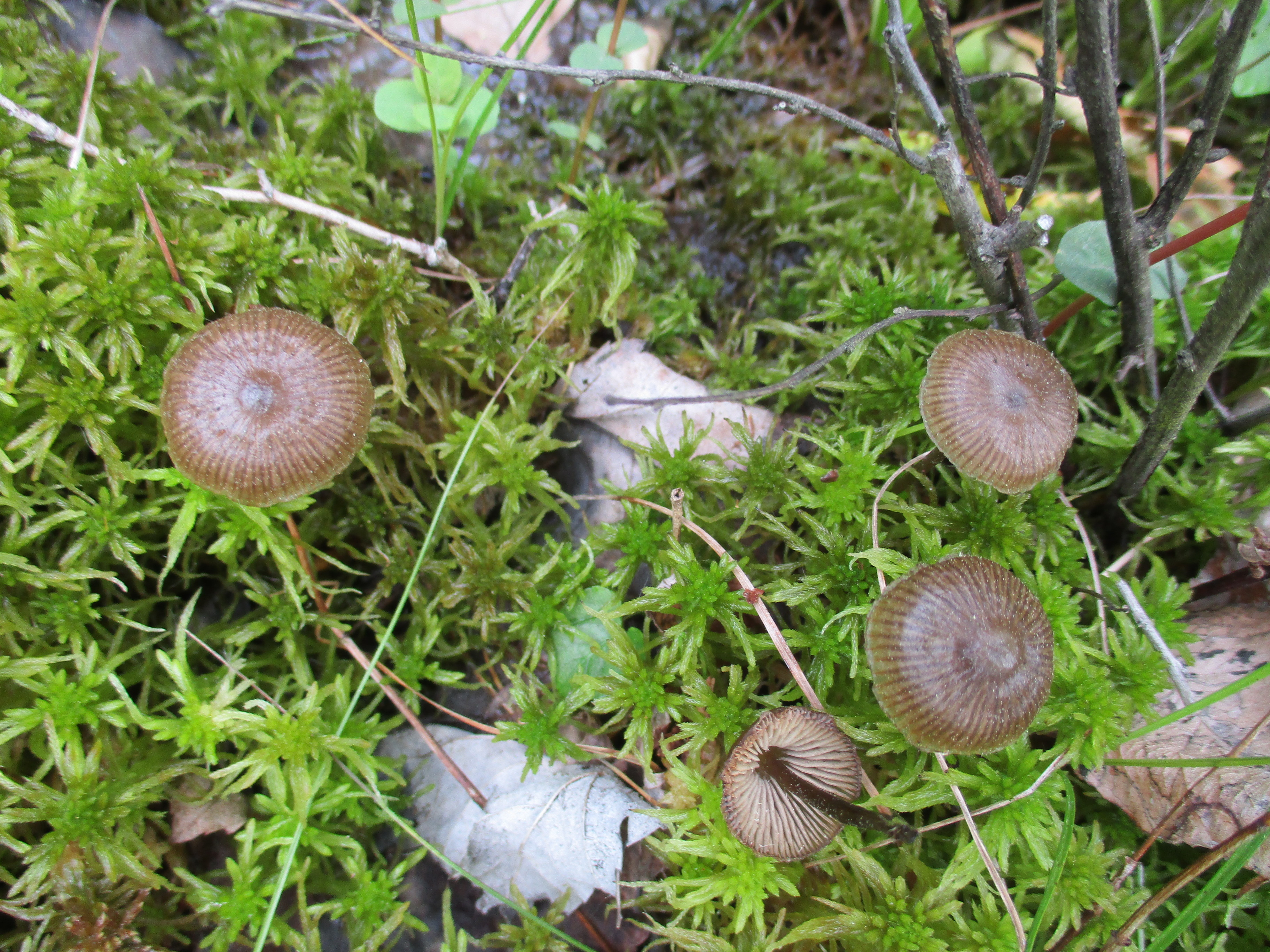

Kępkowiec torfowiskowy (Sphagnurus paluster (Peck) Redhead & V. Hofst.) – gatunek grzybów z rodziny kępkowcowatych (Lyophyllaceae). Grzyb pasożytujący na mchach torfowcach.

## Systematyka i nazewnictwo
Pozycja w klasyfikacji według Index Fungorum: Sphagnurus, Lyophyllaceae, Agaricales, Agaricomycetidae, Agaricomycetes, Agaricomycotina, Basidiomycota, Fungi.
Po raz pierwszy opisał go w 1872 r. Charles Horton Peck, nadając mu nazwę Agaricus paluster. Obecną nazwę nadali mu w 2014 r. Redhead &i V. Hofst. Niektóre inne synonimy nazwy naukowej:
- Bryophyllum palustre (Peck) Vizzini 2014
- Collybia palustris (Peck) A.H. Sm. 1936
- Lyophyllum palustre (Peck) Singer 1939
- Tephrocybe palustris (Peck) Donk 1962[3].

W 1985 r. Barbara Gumińska i Władysław Wojewoda podali polską nazwę popielatek torfowiskowy, w 2003 r. W. Wojewoda zarekomendował nazwę kępkowiec torfowiskowy, ale dla synonimu Lyophyllum palustre. Obydwie nazwy są niespójne z aktualną nazwą naukową.

## Morfologia
Kapelusz
Średnica 1–3 cm, początkowo stożkowy lub dzwonkowy, promieniście prążkowany, potem staje się płaski z wyraźnym garbkiem. Powierzchnia gładka, początkowo biało oprószona, higrofaniczna; w stanie wilgotnym prążkowany, zwykle oliwkowobrązowy, ale często bardziej umbrowy lub ochrowo-brązowy, a czasem blado wodnisto-szary, po wyschnięciu bladoszary.
Blaszki
Przyrośnięte lub zbiegające z niewielkim zębem, dość rzadkie, wąskie do szerokich, czasami dość grube i przeplatające się, często rozwidlone, z blaszeczkami (l = 1–7), białawe do blado szarych.
Trzon
Wysokość 4–10 cm, grubość 0,1–0,5(0,7) cm, cylindryczny, kruchy, pusty, podstawa czasami lekko rozszerzona. Powierzchnia szara do szarobrązowej, jaśniejsza niż kapelusz, początkowo biało-oprószone, potem naga i wodnista, czasami szaro-białawo-włóknista.
Miąższ
Cienki, miękki, wodnisty, nie zmienia koloru po zmiażdżeniu lub stłuczeniu. Zapach mączny, smak łagodny.

## Występowanie i siedlisko
Występuje w Ameryce Północnej, Europie i Azji. W Polsce W. Wojewoda w 2003 r. przytoczył kilkanaście stanowisk, w późniejszych latach podano nowe, liczne stanowiska. Najbardziej aktualne (i liczne) stanowiska podaje internetowy atlas grzybów (pod nazwą popielatek torfowiskowy). Na Czerwonej liście roślin i grzybów Polski ma status V – gatunek narażony, który zapewne w najbliższej przyszłości przesunie się do kategorii wymierających, jeśli nadal będą działać czynniki zagrożenia.
Naziemny grzyb saprotroficzny. Występuje na torfowiskach i w lasach iglastych wśród mchów torfowców (Sphagnum).
Grzyb mszakolubny, pasożytujący na torfowcach. Jego strzępki tworzą kołki strzępkowe. Na końcach tych kołków wytwarzane są pektynazy, które trawią blaszkę między komórkami liści mchu, co ułatwia strzępkom grzyba wniknięcie do komórek mchu. Rezultatem jest zniszczenie protoplastu i martwica komórek mchu.